# 阮自嵩
阮自嵩（1523年—？），字惟中，號小石，又號思竹，直隸安庆府桐城（今安徽樅陽）阮家享堂人，祖籍京畿道京城（今陝西西安），明朝政治人物。

## 生平
福建巡撫阮鶚之侄。乙卯科（1555年）順天府鄉試第十一名。嘉靖三十五年（1556年）登丙辰科會試第二十名，進士第二甲第二十名。户部观政，授刑部主事，三十六年调礼部。三十九年復除户部主事，因触犯首辅严嵩，四十年被贬為湖廣沔陽州同知。四十三年降濮州州判，改调直隸開州州判，任內修河蓄水有利地方，又興學勸士。四十四年升长芦运判，四十五升直隶滄州知州。其後再次得罪權貴，隆慶二年（1568年）致仕。

## 家族
曾祖父阮暹。祖父阮廷瓚，贈刑部主事。父親阮鵬，曾任監生。母胡氏。弟阮自岱（生员）、阮自崙（举人）、阮自恒。
孫阮之鈿，字實甫，官至湖廣穀城縣知縣，任內穀城遭張獻忠襲擊並佔領，因不願投降而慘遭殺害。